# Korruption in der FIFA
Korruption in der FIFA steht für einen Komplex von Korruptions- und Geldwäscheskandalen, die vom Weltfußballverband FIFA seit 1991 ausgehen. Die Vorwürfe gegen die Organisation beziehen sich unter anderem auf die Vergabe der Fußball-Weltmeisterschaften 2018 an Russland und 2022 an Katar sowie die Vergabe von Sponsoring- und Vermarktungsrechten durch einzelne Funktionäre der FIFA, insbesondere im Zusammenhang mit der Weltmeisterschaft 2014 in Brasilien. Am 27. Mai 2015 wurde wegen des Korruptionsverdachts bezüglich der Weltmeisterschaftsvergaben die FIFA-Zentrale in Zürich durchsucht. Unabhängig davon wurden am selben Tag sieben FIFA-Funktionäre verhaftet.

## Entwicklung
Von 1991 bis 2015 sollen etwa 150 Millionen US-Dollar Schmiergelder an die FIFA und ihre Funktionäre geflossen sein. Nachdem Sepp Blatter 1998 als Nachfolger von João Havelange zum FIFA-Präsidenten gewählt worden war, sah dieser sich ersten Bestechungsvorwürfen ausgesetzt. Nach den Vergaben der Weltmeisterschaften 2018 und 2022 erhärteten sich die Korruptionsvorwürfe gegen die FIFA im Jahr 2010. So sollen nach den Bekundungen eines Ausschussmitglieds der Sektion Südamerika im Vorfeld der Katar-Bewerbung Stimmen gekauft worden sein. Zwei der 24 Mitglieder des Exekutivkomitees, die Vertreter von Tahiti und von Nigeria, sollen demnach ihre Stimmen für die Vergabe zum Kauf angeboten haben. Seitens der FIFA wurden die Vorwürfe zwar zurückgewiesen, konnten jedoch nicht ausgeräumt werden. Am 1. Juni 2014 wurde der Korruptionsverdacht nochmals erhärtet, nachdem die Sunday Times gemeldet hatte, dass mehrere Millionen US-Dollar geflossen seien, um eine Abstimmung zugunsten der Austragung in Katar (2022) herbeizuführen. Die Zeitung wollte sogar im Besitz konkreter Beweismittel sein.
Anfang September 2014 legte FIFA-Chefermittler Michael J. Garcia der FIFA einen Bericht vor, der Unregelmäßigkeiten bezüglich der Vergabe der Weltmeisterschaften 2018 und 2022 zum Gegenstand hatte. Von einer Veröffentlichung wurde abgesehen. Der deutsche Richter Hans-Joachim Eckert wertete als Vorsitzender der rechtsprechenden Kammer der FIFA-Ethikkommission das Dokument aus; er attestiert „einen Mangel an Transparenz“, der geeignet sei, einen „negativen Eindruck“ zu vermitteln, unterstellt zugunsten der FIFA jedoch, dass die Wahl zur Vergabe der Weltmeisterschaften nicht beeinflusst worden sei.
Neues Ethikreglement 2018
Der FIFA-Rat verabschiedete am 10. Juni 2018 in Moskau ein neues Ethikreglement, das am 12. August 2018 in Kraft trat. Dieser neue Ethikkodex wurde dafür kritisiert, dass Korruption darin kein Strafbestand mehr sei und dass Bestechungen und Spielmanipulationen nur zeitlich beschränkt untersucht werden könnten. In der deutschen, englischen und spanischen Version des neuen Ethik-Codes wurde das Wort „Korruption“ gestrichen. Zudem wurde der neue Paragraph 22.2 des FIFA-Ethikcodes eingeführt, der sämtlichen Spielern, Spielervermittlern und Fußball-Offiziellen verbietet, öffentlich verleumderische Aussagen über die FIFA und die dem FIFA-Ethikcode unterstellten Personen zu treffen. Bei einem Verstoß gegen die Vorschrift drohen eine Geldstrafe von umgerechnet mindestens 8.800 Euro und eine bis zu zweijährige Sperre von allen Fußballtätigkeiten. Die FIFA wies die Vorwürfe zurück und erklärte unter anderem, die Umbenennung des bisherigen Titels des Artikels „Bestechung und Korruption“ in „Bestechung“ sei aus Gründen der sprachlichen Klarheit erfolgt und habe keine wesentliche Auswirkung auf die eigentlichen Vergehen.

## Strafanzeige der FIFA gegen Unbekannt
Am 18. November 2014 hatte die FIFA im Rahmen der Ergebnisse des Garcia-Berichts Strafanzeige gegen Unbekannt erstattet, in deren Folge am 10. März 2015 ein Strafverfahren eingeleitet wurde. Daraufhin wurden im Auftrag der Schweizer Bundesanwaltschaft am Morgen des 27. Mai 2015 im FIFA-Hauptquartier auf IT-Systemen abgelegte Unterlagen im Zusammenhang mit den Vergaben der beiden kommenden Fußball-Weltmeisterschaften an Russland und Katar sichergestellt.
Die Bundesanwaltschaft geht dem Verdacht nach, dass Unregelmäßigkeiten bei der Vergabe von Schweizer Boden ausgegangen sind. Sie ermittelt wegen des Verdachts ungetreuer Geschäftsbesorgung (Art. 158 Ziff. 1 Abs. 3 StGB) sowie wegen Geldwäscherei (Art. 305bis StGB) – auf Grund bestehender Gesetzeslage kann nicht wegen Privatkorruption ermittelt werden, ein solcher Strafbestand ist erst in Vernehmlassung. Im Anschluss wurden durch die Bundeskriminalpolizei (BKP) und durch die BA zehn Personen einvernommen. Dabei handelt es sich um Mitglieder des Exekutivkomitees 2010, die an den Wahlen der Weltmeisterschaften 2018 und 2022 teilgenommen haben. Dieser Fall hat mit den gleichentags erfolgten Verhaftungen nur soviel gemeinsam, dass diese koordiniert erfolgten, um eine Kollusion zu vermeiden.

## Bestechungsgelder für Medien-, Vermarktungs- und Sponsoringrechte in Amerika

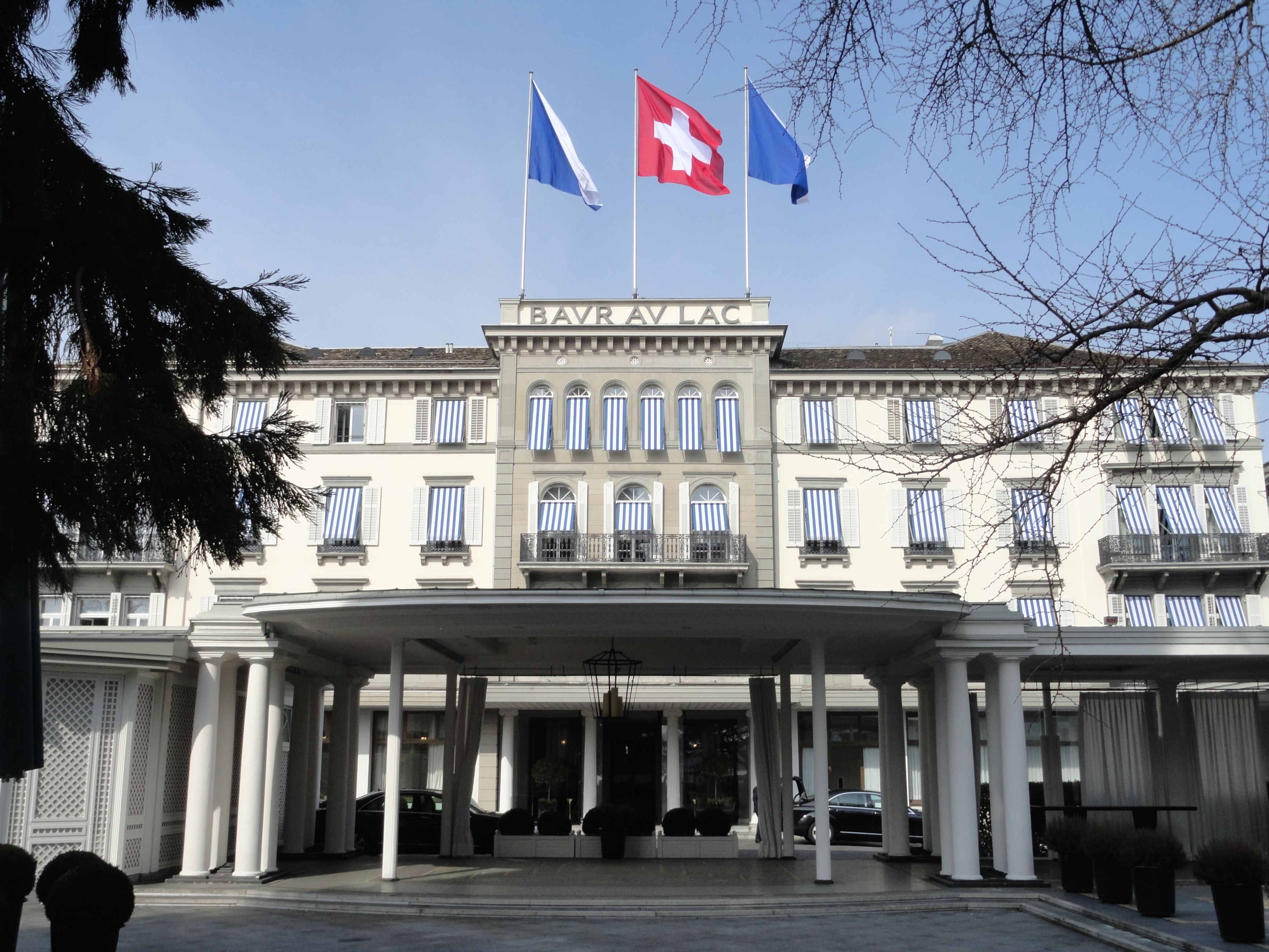
Das Hotel Baur au Lac, in dem am 27. Mai 2015 sieben FIFA-Funktionäre festgenommen wurden

Am 27. Mai 2015 wurden am Morgen zunächst sechs Funktionäre der FIFA im Auftrag des Bundesamts für Justiz (BJ) aufgrund eines US-Verhaftungsersuchens in Auslieferungshaft genommen, am Vormittag wurde eine weitere Person festgenommen. Die Verhaftungen erfolgten durch die Zürcher Kantonspolizei, die Betroffenen wurden im Zürcher Hotel Baur au Lac gestellt. Das Gesuch datiert gemäß der Sprecherin des Bundesamts auf den 21. Mai 2015, es wurde durch das Office for International Affairs des Justizministeriums der Vereinigten Staaten ausgestellt.
Den Personen wird gemäß dem BJ vorgeworfen, Bestechungsgelder durch Vertreter von Sportmedien und von Sportvermarktungsunternehmen in einem Volumen von insgesamt über 150 Millionen US-Dollar angenommen zu haben. Als Gegenleistungen sollen diese Medien-, Vermarktungs- und Sponsoringrechte bei Fußballturnieren in den USA und Lateinamerika erhalten haben. Es geht dabei um Vorfälle, die bis ins Jahr 1991 zurückreichen.
Die wesentlichen Fakten und Namen in dieser Causa sind seit der Publikation des 113-seitigen Untersuchungsberichts bekannt, den die Integritätskommission der CONCACAF im April 2013 publiziert hatte. Daher seien die Verhaftungen, so die Neue Zürcher Zeitung, nicht überraschend. Vielmehr sei das lange Zögern der US-Justizbehörden «erstaunlich». Pikant sei zudem gewesen, dass Jeffrey Webb, der in den Bestechungsfällen involviert war, besagte Untersuchung initiierte.
Das BJ gab am gleichen Nachmittag die Namen der inhaftierten Personen bekannt:

„Folgende Personen sind in Auslieferungshaft:
- Eugenio Figueredo, Vizepräsident des Südamerikanischen Fussballverbandes (CONMEBOL) und Vizepräsident der FIFA, uruguayanischer [sic] Staatsangehöriger
- Eduardo Li Sánchez, Präsident des Fussballverbandes von Costa Rica (FEDEFUTBOL) und Funktionär der FIFA, costa-ricanischer Staatsangehöriger
- José Maria Marin, Exekutivmitglied des Südamerikanischen Fussballverbandes (CONMEBOL), brasilianischer Staatsangehöriger
- Julio Rocha, ehemaliger Präsident des Fussballverbandes von Nicaragua und FIFA-Funktionär, nicaraguanischer Staatsangehöriger
- Costas Takkas, ehemaliger Generalsekretär des Fussballverbandes der Cayman Islands, britischer Staatsangehöriger
- Jeffrey Webb, Präsident des Nord- und Zentralamerikanischen und Karibischen Fussballverbandes (CONCACAF) und Vizepräsident der FIFA, britischer Staatsangehöriger
- Rafael Esquivel, Präsident des venezolanischen Fussballverbandes und Exekutivmitglied des Südamerikanischen Fussballverbandes (CONMEBOL), venezolanischer Staatsbürger“

Nach der Anhörung am Nachmittag des gleichen Tages wurde bekannt, dass sich sechs der sieben inhaftierten Personen der Auslieferung widersetzen werden. Gemäß Auslieferungsvertrag zwischen der Schweiz und den Vereinigten Staaten wird das BJ für diese Personen die USA auffordern, innerhalb von 40 Tagen ein formelles Auslieferungsersuchen zu stellen, damit das Verfahren fortgesetzt werden kann. Die siebte Person signalisierte Bereitschaft für eine vereinfachte Auslieferung, sie kann umgehend den US-Behörden übergeben werden. Mit Stand März 2016 war Figueredo nach Uruguay ausgeliefert, Sánchez, Marin und Webb in die USA.
Am Abend teilte die Ethikkommission der FIFA gestützt auf Art. 83 Abs. 1 des FIFA-Ethikreglements mit, dass sie auf Grund der neusten Erkenntnisse elf Personen für Fußballaktivitäten gesperrt hat. Dabei handelt es sich neben den oben genannten in Zürich inhaftierten Personen um Jack Warner, Nicolás Leoz, Chuck Blazer und Daryll Warner.
Im Zusammenhang mit den US-amerikanischen Ermittlungen veröffentlichte Interpol am 3. Juni ein internationales Festnahmeersuchen, eine sogenannte Red Notice, für sechs weitere Personen. Es handelt sich dabei um die ehemaligen FIFA-Funktionäre Jack Warner und Nicolás Leoz sowie vier Geschäftsleute aus dem Sportmarketingbereich: Alejandro Burzaco sowie Hugo und Mariano Jinkis, alle drei aus Argentinien, außerdem José Margulies aus Brasilien.
Am 3. Dezember 2015 wurden mit Alfredo Hawit, erst kurz zuvor gewählter Präsident von CONCACAF und Juan Ángel Napout, Präsident von CONMEBOL zwei weitere hohe Funktionäre in Zürich festgenommen. Beide sind Vizepräsidenten des FIFA-Exekutivkomitees. Ihnen wird vorgeworfen, sich im Rahmen der Vergabe von Übertragungs- und Marketingrechten für südamerikanische Kontinentalmeisterschaft Copa América bereichert zu haben.

## Ermittlungsverfahren gegen Sepp Blatter und Michel Platini

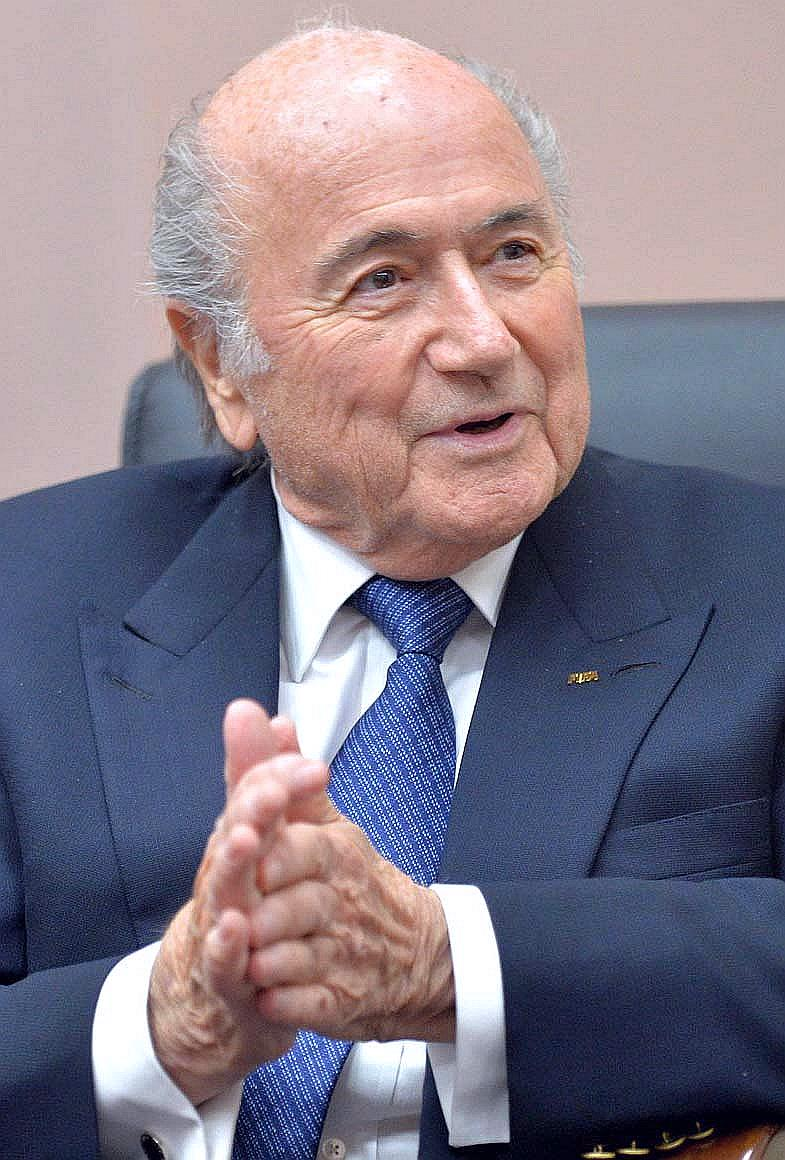
Sepp Blatter (2015)

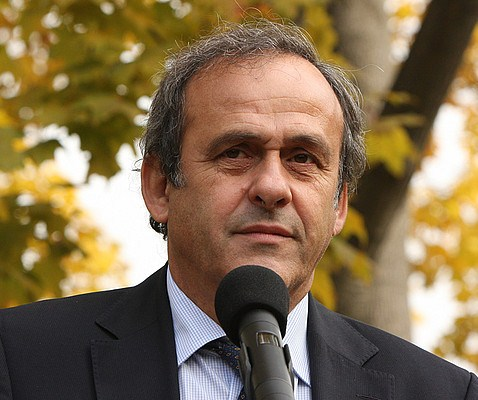
Michel Platini (2010)

Die Schweizer Bundesanwaltschaft eröffnete am 24. September 2015 ein Ermittlungsverfahren gegen den FIFA-Präsidenten Sepp Blatter. Im Zentrum der Ermittlungen stehen einerseits der Verkauf von Fernsehrechten in die Karibik, der unter Marktwert an Jack Warner erfolgt sein soll. Dieser Vorgang war bereits vom Schweizer Fernsehen aufgedeckt worden. Außerdem wird Blatter eine Zahlung von zwei Millionen Schweizer Franken an Michel Platini vorgeworfen, die im Februar 2011 für Dienste erfolgt sein soll, die dieser zwischen Januar 1999 und Juni 2002 geleistet habe. Die Bundesanwaltschaft ermittelt deswegen nun wegen des „Verdachts der ungetreuen Geschäftsbesorgung (Art. 158 StGB) und – eventualiter – wegen Veruntreuung (Art. 138 StGB)“. Am 25. September fand deswegen eine Hausdurchsuchung des Büros Blatters in der FIFA-Zentrale sowie eine Sicherstellung von Material statt. Ebenfalls erfolgte eine Befragung von Blatter und Platini. Eine Pressekonferenz, auf der Blatter zu den jüngsten Entwicklungen nach einer zweitägigen Sitzung des Exekutivkomitees der FIFA am 25. September erscheinen sollte, wurde ohne Angabe von Gründen kurzfristig abgesagt. Währenddessen erklärte Blatters US-amerikanischer Anwalt Richard Cullen, dass der Vertrag zu den Fernsehrechten für die Karibik ordnungsgemäß vorbereitet und ausgehandelt worden sei. Am 28. September 2015 erklärte Blatter laut seinem Anwalt vor Mitarbeitern der FIFA, dass er trotz des Ermittlungsverfahrens FIFA-Präsident bleibe und dass er nichts Illegales getan habe und mit den Behörden zusammenarbeite. Am gleichen Tag verteidigte Michel Platini die umstrittenen Zahlungen an ihn als gerechtfertigt. Die Ethikkommission der FIFA sperrte Blatter am 8. Oktober 2015 zusammen mit Michel Platini für 90 Tage von allen fußballbezogenen Tätigkeiten als Folge des gegen Blatter laufenden Strafverfahrens. Blatters Anwalt Richard Cullen erklärte, dass er gegen diese Entscheidung Berufung eingelegt habe und dass nun die Berufungskommission der FIFA unter Larry Mussenden darüber entscheiden muss. Von Michel Platini wurde ebenfalls eine Berufung angekündigt. Am 21. Dezember 2015 sperrte die Ethikkommission sowohl Blatter als auch Platini wegen Amtsmissbrauchs für eine Dauer von acht Jahren und verhängte außerdem jeweils eine Geldstrafe. Beide kündigten an, das Urteil anzufechten.
Die britische Tageszeitung The Guardian deckte auf, dass es keinen schriftlichen Vertrag zwischen Blatter und Platini gab, sondern nur ein sogenanntes Gentlemen’s Agreement. Platini hatte einen Vertrag mit der FIFA als Blatters Berater von 1998 bis 2002, wofür er ein Gehalt von 1,05 Millionen Schweizer Franken bekam. Die weitere Zahlung soll dann eine Zusatzvereinbarung zwischen Blatter und Platini gewesen sein, die als Zahlung von 500.000 Schweizer Franken pro Jahr für den betreffenden Zeitraum von vier Jahren anzusehen war. Blatter bestätigte dieses „Gentleman’s agreement“ in einem Interview mit dem Radio Rottu Oberwallis.
Am 2. Juni 2016 ließ die Ermittlungsbehörde erneut die FIFA-Zentrale durchsuchen. Am 3. Juni teilten zwei Vertreter der von der FIFA seit Juni 2015 zur Vertretung ihrer Interessen beauftragten Anwaltskanzlei Quinn Emanuel mit, dass Blatter, der frühere Generalsekretär Valcke sowie der ehemalige Finanzchef und Interims-Generalsekretär Kattner in den vergangenen fünf Jahren mindestens 79 Millionen Schweizer Franken auf fragwürdiger Grundlage erhalten hatten. Mitglieder der Führungsspitze des Verbandes hätten sich über Jahre hinweg gegenseitig lukrative Boni in Millionenhöhe genehmigt. An diesem Netzwerk beteiligt waren insbesondere auch die Funktionäre Julio Grondona aus Argentinien und Issa Hayatou aus Kamerun. Blatters Anwalt betonte dagegen, dass die Zahlungen „sauber, fair und in Einklang mit jenen von Präsidenten großer Sportligen weltweit waren.“ Auffallend war, dass die Anwälte den FIFA-Rechtsdirektor Marco Villiger, der als viertmächtigster Mann galt, ausdrücklich aus der Schusslinie nahmen.
Am 2. November 2021 wurde bekannt, dass von der Bundesanwaltschaft Anklage gegen Blatter und Platini erhoben wurde. Der Prozess vor dem Bundesstrafgericht in Bellinzona begann am 8. Juni 2022. Am 8. Juli 2022 wurden Blatter und Platini freigesprochen.

## Vorwurf der Gewinnbeteiligung bei Ticket-Verträgen

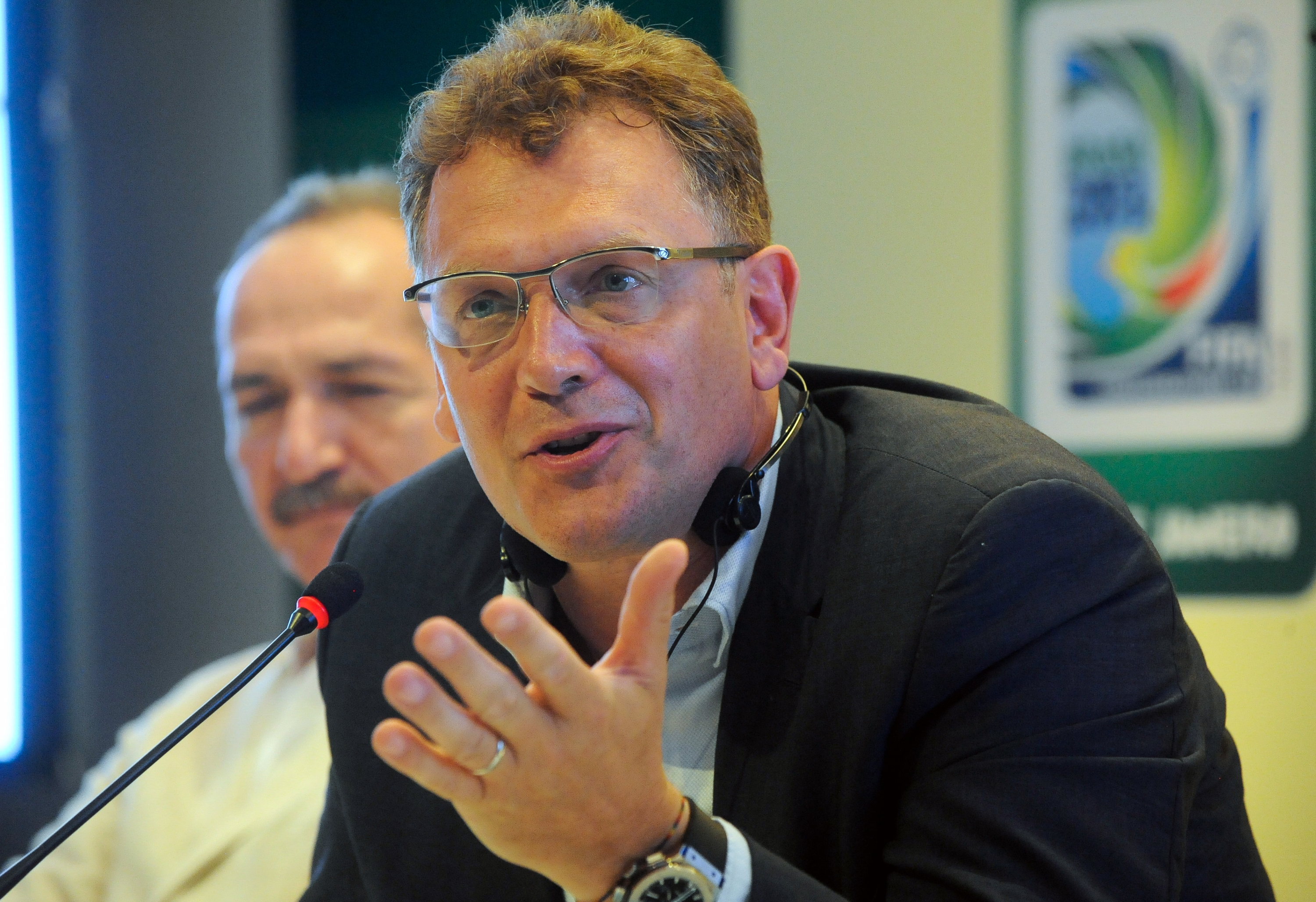
Jérôme Valcke (2013)

Am 17. September 2015 gab die FIFA bekannt, ihren Generalsekretär Jérôme Valcke bis auf weiteres suspendiert zu haben. Als Grund genannt wurde eine Reihe von Vorwürfen gegen Valcke, die vonseiten des Fußballverbands geprüft werden müssten. Die Süddeutsche Zeitung berichtete, dass Valcke im Rahmen von Ticket-Verträgen bei Weltmeisterschaften von 2010 bis 2022 eine diskrete Gewinnbeteiligung an den Einnahmen durch verkaufte Tickets zugesichert worden sein soll. Valcke wurde von der Ethikkommission der FIFA am 8. Oktober für 90 Tage von allen fußballbezogenen Tätigkeiten gesperrt. Diese Sperre wurde am 6. Januar 2016 bei der Eröffnung eines formellen Verfahrens der Ethikkommission der FIFA gegen Valcke um 45 Tage verlängert. Valcke wurde am 13. Januar 2016 auf Beschluss der Dringlichkeitskommission der FIFA von seiner Posten als Generalsekretär entlassen.

## Vorwürfe gegen Chung Mong-joon

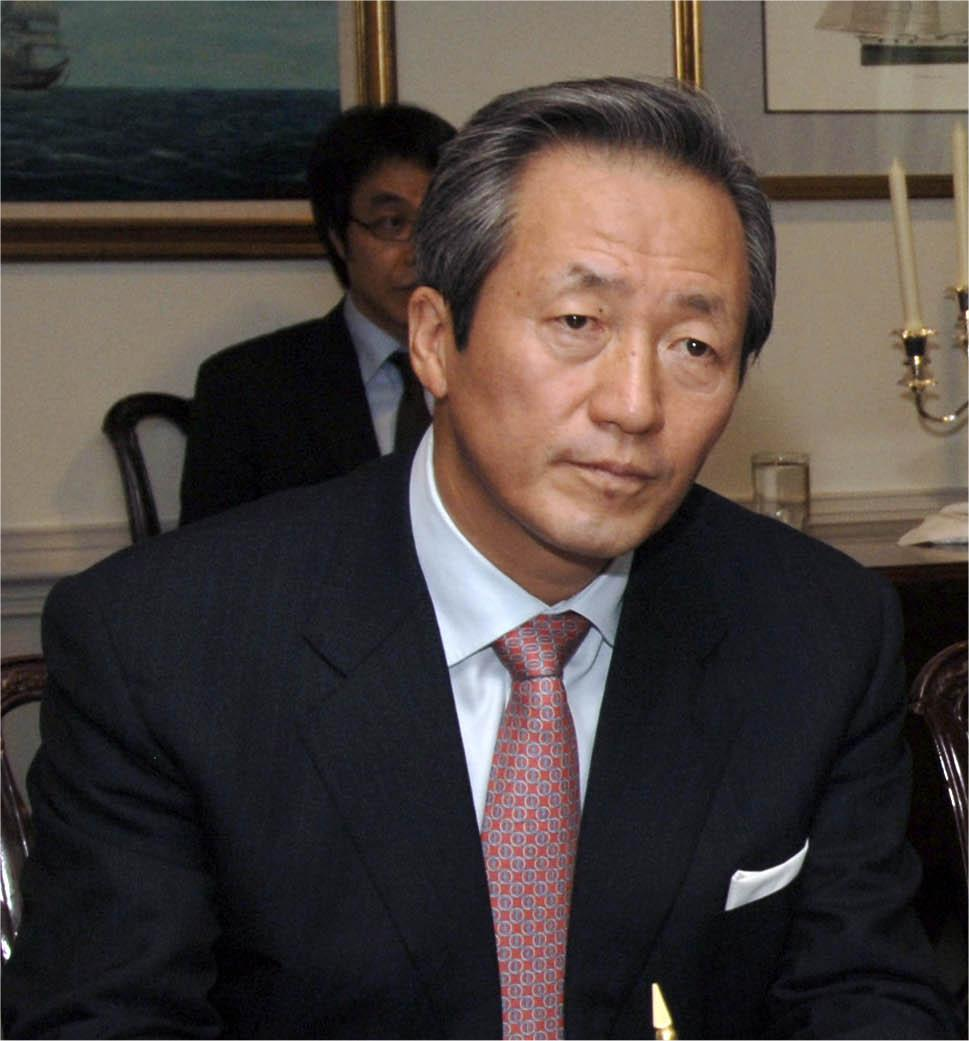
Chung Mong-joon (2008)

Der südkoreanische Fußballfunktionär Chung Mong-joon soll seit November 2014 unter der Beobachtung der Ethik-Kommission der FIFA gestanden haben, als ein Brief aus dem Jahr 2010 von ihm bekannt wurde, in dem er eine Zahlung von 777 Millionen US-Dollar an einen Global Football Fund ankündigt, wenn Südkorea die Fußballweltmeisterschaft 2022 erhalte. Dies könnte als Einflussnahme auf die Mitglieder des Exekutivkomitees der FIFA gewertet werden, wurde von dem Vorsitzenden der Ethikkommission Hans-Joachim Eckert geurteilt. Offiziell eröffnet wurde das Verfahren gegen Chung im Januar 2015. Chung behauptete seinerseits, dass die Ethikkommission erst durch seine Kandidaturankündigung für das Amt des FIFA-Präsidenten im August 2015 auf ihn aufmerksam wurde und bewertete den Vorgang als Versuch einer Verhinderung seiner Kandidatur. Am 8. Oktober 2015 sperrte die FIFA-Ethikkommission Chung wegen Verstoßes gegen Artikel vier des FIFA-Ethikkodex für sechs Jahre von allen fußballbezogenen Tätigkeiten und erlegte ihm eine Geldbuße von 100.000 Schweizer Franken auf.

## Weitere Korruptionsskandale
Neben den von den Medien ab 2015 groß beleuchteten Skandalen gab es in den Jahren davor zwei weitere Korruptionsfälle, die FIFA-Funktionäre betrafen: Mohamed bin Hammam wurde im Dezember 2012 von der FIFA lebenslang gesperrt, da er versucht haben soll, für die Wahl zum FIFA-Präsidenten Stimmen zu kaufen. Der von 1974 bis 1998 amtierende FIFA-Präsident João Havelange und sein Schwiegersohn Ricardo Teixeira zählten laut Schweizer Gerichtsakten zu den Hauptbegünstigten des Schmiergeldsystems rund um die Marketingfirma ISL, das Verfahren wurde gegen Zahlung von 5 Millionen Franken eingestellt.

## Reaktionen

### FIFA
Die FIFA hielt nach den Festnahmen und der Durchsuchung eine Pressekonferenz ab, in der Walter de Gregorio, damals FIFA-Direktor für Kommunikation und Öffentlichkeitsarbeit, die Vergabe der Weltmeisterschaften 2018 und 2022 an Russland und Katar nochmals bestätigte. Die Festnahmen kommentierte die FIFA in einer Medienmitteilung nicht weiter, da das Angelegenheit der CONCACAF sowie der CONMEBOL sei. Bezüglich der Korruptionsvorwürfe sicherte die FIFA, die sich als Geschädigte betrachtete und entsprechend Strafanzeige stellte, den Schweizer Behörden eine vollumfängliche Kooperation zu. In einem persönlichen Statement begrüßte Präsident Sepp Blatter „die Untersuchungen der U.S.-amerikanischen und der schweizerischen Behörden“ und forderte, dass „alle daran beteiligten Personen“ aus dem Fußball entfernt werden müssten. Er kündigte ferner an, dass involvierte Personen „provisorisch“ von allen Fußballtätigkeiten ausgeschlossen würden.
Blatter wurde am Abend des 29. Mai 2015 als Präsident der FIFA wiedergewählt, gab aber nur vier Tage später seinen Rücktritt bekannt.
Jack Warner wurde mit Wirkung vom 25. September 2015 von der FIFA auf der Grundlage einer Untersuchung der Ethikkommission zur Vergabe der Weltmeisterschaften 2018 und 2022 lebenslang gesperrt. Er darf demnach keine Tätigkeit im Zusammenhang mit Fußball ausüben. Die Ethikkommission war der Ansicht, dass Warner „ein Drahtzieher von Systemen, die die Gewährung, Annahme und den Empfang verdeckter und illegaler Zahlungen beinhalteten, sowie anderer Systeme zur Bereicherung“ war. Die Sperre wurde auf der Grundlage der Art. 13 (Allgemeine Verhaltensregeln), Art. 15 (Loyalität), Art. 18 (Anzeige- sowie Mitwirkungs- und Rechenschaftspflicht), Art. 19 (Interessenkonflikte), Art. 20 (Annahme und Gewährung von Geschenken und sonstigen Vorteilen) und Art. 41 (Mitwirkungspflichten der Parteien) des FIFA-Ethikreglements verhängt.

### Fußballverbände
Das Exekutivkomitee der UEFA forderte die Verschiebung der am Freitag, dem 29. Mai 2015 angesetzten Präsidentenwahl, solle diese nicht in einer Farce enden. Das Statement der UEFA wurde unter dem Titel UEFA zeigt dieser FIFA die Rote Karte publiziert. Der Präsident der Deutschen Fußball Liga, Reinhard Rauball, fordert ebenfalls eine Verschiebung. UEFA-Präsident Michel Platini forderte Blatter gar zum Rücktritt auf. Der FIFA-Präsident ignorierte diese Forderung, worauf die UEFA über einen Boykott der Wahlen nachdachte. Ein Boykott wurde als Gegenmaßnahme jedoch am selben Tag wieder verworfen. Stattdessen wurde angekündigt, für Blatters Gegenkandidaten, Ali bin al-Hussein, zu stimmen.

### In der Schweiz
Der als FIFA-Kritiker bekannte Nationalrat Roland Rino Büchel (SVP) geht davon aus, dass aufgrund der jüngsten Vorfälle eine Abschaffung der Steuerprivilegien im Parlament mehrheitsfähig sein könnte. Cédric Wermuth (SP) bedauert, dass erst US-Interventionen nötig sind, damit im Kampf gegen Korruption etwas passiere. Für beide steht die Reputation der Schweiz auf dem Spiel. Positiv hervorzuheben sei gemäß dem Strafrechts- und Antikorruptionsexperten Mark Pieth, dass die Justiz Farbe bekennt.

### Sonstige
Die Nichtregierungsorganisation Avaaz sammelte bis zum Zeitpunkt der Wahl über 500.000 Unterschriften über eine Online-Petition an die Mitglieder des FIFA-Kongresses und des FIFA-Exekutivkomitees, in der dazu aufgefordert wurde, Sepp Blatter nicht zu wählen.
Mitte Juni 2015 hob Paraguay die bis dahin bestehende Immunität für leitende Funktionäre des im Lande ansässigen südamerikanischen Kontinentalverbandes CONMEBOL auf. Dessen ehemaliger Präsident Nicolás Leoz stand zu diesem Zeitpunkt bereits unter Hausarrest. Zur gleichen Zeit setzte der Vatikan eine Spendenvereinbarung aus, wonach ein unter seiner Schirmherrschaft gegründetes Bildungsprogramm 10.000 US-Dollar erhalten solle für jedes Tor, das bei der am 11. Juni 2015 beginnenden südamerikanischen Kontinentalmeisterschaft geschossen werde.

## Dokumentation
- Jochen Leufgens, Robert Kempe, Daniel Hechler, Florian Bauer, Grit Hartmann: Der verkaufte Fußball – Sepp Blatter und die Macht der FIFA. Reportage des WDR vom 8. Mai 2015 in der ARD Mediathek.